# De fem og spionerne
De fem og spionerne (übersetzt: Fünf Freunde und die Spione) ist ein Spielfilm aus dem Jahr 1969, der unter der Regie von Katrine Hedman entstand.
Als Vorlage des Filmes diente Enid Blytons Buch Fünf Freunde auf neuen Abenteuern.

## Inhalt
Die Sommerferien haben begonnen. Julius, Richard und Anne dürfen ihre Ferien im Felsenhaus, bei ihrer Cousine Georg, deren Eltern und dem Hund Tim verbringen. Doch kurz nach der Anreise mit dem Zug müssen die Geschwister erfahren, dass Georg wegen schlechter schulischer Leistungen bestraft werden soll. Ihr Vater hat einen Hauslehrer namens Mr. Roland bestellt, der Georg Nachhilfestunden geben soll. Praktischerweise sollen sie nun auch gleich mitunterrichtet werden. Keiner von ihnen mag den aufgezwungenen Nachhilfelehrer wirklich. Insbesondere der Hund Tim zeigt ihm gegenüber keine Freundlichkeit.
Aber es gibt auch Stunden, in denen die Freunde die Ferien genießen können. Ein Besuch der Farm von Mr. und Mrs. Sanders stellt eine willkommene Abwechslung dar. Die Sanders zeigen bereitwillig die Geheimnisse, die in ihrem Haus verborgen sind. Im oberen Stockwerk ist ein weißer Schrank zu finden, der eine Rückwand hat, die zur Seite geschoben werden kann. Hinter dieser Rückwand kann sich ein Mensch ohne Probleme verstecken.
Als Tim auf die schwarz-weiße Katze der Sanders stößt, beginnt die unvermeidbare Jagd. Die Katze aber rettet sich flink auf eine Standuhr und Tim versucht sogleich hinter ihr herzuspringen. Dabei drückt er einen Teil der Holzvertäfelung ein. Georg will Tim beruhigen und so entdeckt auch sie das von Tim freigelegte Loch, ein Geheimfach. Richard, der das Versteck genauer untersucht, findet eine Leinwandrolle. Die Leinwandrolle enthält eine Karte mit einer unleserlichen Schrift. Die fünf erahnen, dass der Plan den Zugang zu einem unterirdischen Geheimgang weist und so beginnt die Suche.
Der Aufregung nicht genug, muss Georgs Vater bald darauf auch noch feststellen, dass wichtige Papiere zu seiner jüngsten Erfindung fehlen. Die Freunde verdächtigen schon bald den ungeliebten Hauslehrer, denn neuerdings trifft er sich mit zwei fremden Männern, die sich in der Farm der Sanders eingemietet haben. Die Fünf Freunde verfolgen auch diese Spur.
Schließlich entdecken sie den Geheimgang, der vom Felsenhaus direkt zur Farm der Sanders führt und im weißen Schrank, den sie schon Tage vorher untersucht hatten, seinen Ausgang hat. Im besagten Zimmer mit dem weißen Schrank sind die zwei Fremden untergebracht. Heimlich durchsuchen die Freunde das Zimmer und entdecken so Onkel Quentins Formeln. So sind die Formeln gerettet und die beiden Halunken sowie Mr. Roland, der tatsächlich mit den Dieben im Bunde ist, werden von der Polizei verhaftet.

## Hintergrund
Der in Farbe und in Mono gedrehte Film wurde von der Panorama-Film A/S (Kopenhagen) produziert. Die Hunderolle war mit einem Deutschen Schäferhund besetzt worden.
Der Film hatte am 13. Oktober 1969 in Dänemark seine Premiere. Es folgten Premieren in Schweden (am 13. Dezember 1969), Norwegen (am 5. Februar 1970) und Finnland (am 23. Februar 1973). Es erschien wohl auch eine englisch synchronisierte Fassung mit dem Titel Five and the Spies. Im dänischen Fernsehen wurde der Film (auf dem Sender DR1) nochmals am 14. April 2001 und am 25. August 2002 gezeigt.
1970 drehte das Filmteam einen zweiten Teil: 5 Freunde in der Tinte.